# Irland i olympiska sommarspelen 1952
Irland deltog med 19 deltagare vid de olympiska sommarspelen 1952 i Helsingfors. Totalt vann de en silvermedalj.

## Medalj

### Silver
- John McNally - Boxning, bantamvikt.